# Euterpe Football Club
Euterpe Football Club foi um clube de futebol brasileiro sediado em Manaus, capital do estado do Amazonas. O Euterpe foi o primeiro e único clube de futebol surgido no Norte do Brasil formado somente por jogadores negros. Entrou para a história do futebol brasileiro por ser o primeiro clube a disputar um campeonato estadual,em 1920, somente com atletas negros.

## História
O clube foi fundado por Benedito Peixoto, um carteiro negro, no dia 7 de agosto de 1919. Suas vestes eram nas cores verde e branco. A sede do clube foi instalada inicialmente na Rua 24 de Maio e, nos anos seguintes, seria transferida para as Ruas Costa Azevedo, Lima Bacuri e Barroso(todas no centro da cidade).

### O Clube dos Negros
Na ata de sua fundação, estava registrado que o Euterpe só aceitaria sócios e jogadores de cor negra. E nas fotos registradas nos antigos jornais da capital amazonense, é perceptível que seu time era todo composto por negros. O próprio Benedito Peixoto foi empossado como o primeiro presidente do Euterpe. Com o tempo, o clube faria duas modificações nesta ata. Devido à grande procura de novos sócios, o Euterpe passou a aceitar pessoas de outras raças, abrindo caminho para brancos e pardos. 

### Participação no Estadual
Em 1920, o Euterpe filiou-se à federação local e foi inserido para participar do Campeonato Amazonense de Futebol daquele ano. Longe de ter grande futebol, na estreia perdeu de 6x1 para o Sporting, terminando o campeonato daquele ano na última colocação. O único título conquistado pelo clube foi de um torneio comemorativo realizado em 1919, onde o Euterpe conquistou a taça "27° Batalhão de Caçadores".
Seus jogadores eram conhecidos como"Euterpianos",e o clube disputou os Campeonatos oficiais de futebol promovidos pela antiga Federação Amazonense de Desportos Atléticos (FADA) de 1920, 1921, 1922, 1923 e 1927. Há notícias de sua existência até 1930, depois, o clube desapareceu.

### O Setor Social
O clube não obteve grande prestigio pelo futebol que praticava, mas, conquistou destaque na sociedade manauara por conta das festas que organizava em sua sede, principalmente aos sábados. 